# Fairacre
Fairacre ist eine Romanreihe der englischen Schriftstellerin Miss Read.
Sie erzählt Geschichten über die Bewohner des Dorfes Fairacre.

## Titel
- 1955 Dorfschule (Village School)
Erster Roman. Der Leser lernt die wichtigsten Personen kennen. Miss Read erzählt ausführlich aus dem liebevoll beobachteten Schulalltag.
- 1957 Dorftagebuch (Village Diary)
Zweiter Roman. Sehr humorvoller Band. Miss Read zeichnet ein Jahr aus ihrem reichen Leben auf. Dieser Band enthält einige unvergessliche Ereignisse die auf unnachahmliche Weise erzählt werden. Guter Einstiegs-Band in die Serie.
- 1958 Dorfgewitter (Storm in the Village)
Dritter Roman. Ereignisse um die neue Lehrerin in Miss Reads Schule und den möglichen Bau einer neuen Siedlung, halten Fairacre und Miss Read selbst in Atem.
- 1962 Miss Clare erinnert sich (Miss Clare remembers)
Dolly Clares Leben wird beschrieben und alte Zeiten leben wieder auf.
- 1966 Das Weihnachtskind (Village Christmas)
Bezaubernde Weihnachtsgeschichte in der Miss Read selber kein Auftritt hat.
- 1972 Der Blick auf die Kornfelder (Tyler‘s Row)
Vierter Roman. Ein dem Dorf unbekanntes Ehepaar zieht nach Fairacre und bereichert die Dorfbevölkerung.
- 1974 Miss Read macht Sommerferien (Farther Afield)
Fünfter Roman. Bezaubernder Band. Miss Read bricht sich den Arm und begleitet ihre Freundin Amy auf eine Reise nach Kreta.
- 1977 Ein böses Gerücht (Village Affairs)
Sechster Roman. Die Schule von Fairacre soll geschlossen werden, sagen die Gerüchte im Dorf. Miss Read fürchtet um ihre Existenz und ihre Zukunft und erlebt wieder zahlreiche große und kleine Abenteuer.
- 1980 Die Hundertjahrfeier (Village Centenary)
Siebter Roman. Die Schule feiert Geburtstag. Miss Read hat zahlreiche Verwicklungen zu erleben.
- 1984 Ein herrlicher Sommer (Summer at Fairacre)
Achter Roman. Die Jahreszeiten und die Veränderungen der Natur sind immer wieder ein prägendes Thema in den Romanen, so auch in diesem.
- 1991 Miss Read und das neue Haus (Changes at Fairacre)
Neunter Roman. Miss Clare stirbt hochbetagt, Miss Read erbt das Haus von Miss Clare und entgeht dabei knapp dem Tod!

## Charaktere

### Miss Read
Hauptfigur und „Ich-Erzählerin“. Sie ist Schulleiterin der Schule von Fairacre. Sie wohnt im Lehrerinnenhaus gleich neben der Schule und der Kirche, St. Patrick. Miss Read ist ledig, pflegt jedoch einen großen Freundeskreis und erzählt sehr humorvoll und voll tiefer Wärme aus ihrem Leben. Sie versteht es dabei, alltägliche Begebenheiten und Erlebnisse gekonnt und sehr humorvoll wiederzugeben. Miss Read liebt die Natur und ihren Garten. Putzen gehört nicht zu ihren Prioritären, wofür sie von ihrer Putzfrau oft gestraft wird. Sie fährt einen kleinen, verbeulten Austin und teilt ihr Haus mit der vor dem Ertränken geretteten Katze, Tibby.

### Dolly Clare
ist eine Figur, die praktisch in jedem Roman auftaucht. Miss Clare war vierzig Jahre (Hilfs-)Lehrerin der Kleinen an der Schule von Fairacre. Gesundheitliche Probleme, die durch das Alter hervorgerufen wurden, zwingen sie, in Rente zu gehen. Sie springt aber immer wieder einmal als Lehrerin ein. Ihre Unterrichtsmethoden gelten als etwas veraltet, die Kinder lieben und respektieren sie trotzdem. Sie lebt in einem kleinen Haus im benachbarten Dorf Beech Green. Sie ist ledig und war einmal verlobt, ihr Verlobter kam jedoch im Ersten Weltkrieg ums Leben. Dolly Clare stirbt friedlich im Roman „Miss Read und das neue Haus“. Miss Clare ist eine von jedem respektierte, hochgeachtete Persönlichkeit im Dorf, die viel über die Geschichte von Fairacre zu berichten weiß. Sie ist eine feine, tüchtige und bescheidene Frau.

### Mrs. Pringle
ist eine Figur, die in jedem Roman eine größere Rolle einnimmt. Sie ist die sauertöpfische Schulputzfrau und eine unverbesserliche Klatschbase. Sie ist ein unangenehmer Charakter, rechthaberisch, wehleidig, mürrisch, aber im Grunde eine Frau mit gutem Herzen. Mrs. Pringle ist geprägt von einem festen Glauben, den sie im unmelodischen und lauten Absingen religiöser Lieder zum Ausdruck bringt. Mrs. Pringles große Gabe ist jedoch das Putzen. In dieser Tätigkeit hat sie es zur wahren Meisterschaft gebracht (der Ofen in der Schule glänzt wie Jett, wenn man ihn nur genug reibt). Wenn ihr etwas nicht passt, beginnt ihr Bein „wieder Geschichten zu machen“ und sie humpelt. Sobald sie ihren Willen hat, ist das Bein plötzlich wieder gesund. Sie ist verheiratet mit „Pringle“, ihrem Mann. Ihr Sohn John ist bereits erwachsen.
Ihre Nichte Minnie Pringle taucht in einigen Romanen auf. Sie ist ungepflegt, ledig und hat vier Kinder von verschiedenen Vätern. Damit ist sie völlig überfordert. Sie arbeitet hin und wieder bei Miss Read als Putzfrau. Da Minnie Pringle nicht lesen kann, kommt es immer wieder zu amüsanten Verwicklungen.

### Mr. Willet
Auch er kommt in jedem Roman vor. Mr. Alfred George Willet ist Hausmeister der Schule und „Mann fürs Grobe“, außerdem Totengräber und Friedhofswärter des Dorfes. Er ist ein liebenswürdiger, sehr geschickter Handwerker, großer Gärtner und erfahrener Wetterprophet. Er unterstützt Miss Read im Haus und bei der Gartenarbeit. Er hat seine Frau schon in der Schule kennengelernt und beide sind seit Kindertagen ineinander verliebt. Seine Frau Alice Willet wird nur teilweise erwähnt. Sie gilt als eine der besten Hausfrauen von Fairacre und ist eine außerordentliche Köchin und Bäckerin.

### Mrs. „Amy“ Garfield
Amy ist die beste Freundin von Miss Read. Sie kennen sich schon seit Jahren und absolvierten einst zusammen die Lehrerinnen-Ausbildung. Amy spielt in jedem Roman eine große Rolle. Sie wohnt in einem großen Haus in Bent, einem Nachbardorf. Sie ist verheiratet, jedoch kinderlos. Ihr Mann James ist ein Frauenheld und hat immer wieder Affairen mit anderen Frauen. Im Roman „Miss Read macht Ferien“ verlässt James Amy sogar für kurze Zeit. Amy Garfield ist eine wirkliche Lady, stets gut angezogen und eine großartige Gastgeberin. Sie versucht vergebens, Miss Read zu ändern und zu verkuppeln, was auch zu höchst amüsanten Verwicklungen führt.

### Mr. und Mrs. Partridge
Mr. Gerald Partridge ist der Vikar des Dorfes. Er ist ein durchgeistigter, gütiger Herr, etwas vergesslich, jedoch sehr beliebt in seiner Gemeinde. Seine Frau, Cordelia, ist eine vielbeschäftigte Frau, Präsidentin des Womens-Instituts (WI). Eine Dame mit viel Takt, Umsicht und Diplomatie. Im Winter trägt der Vikar stets ein Barett, einen vom alter grünen Umhang und ihm sehr liebgewordene, uralte Handschuhe aus Leopardenfell, die immer und überall Fusseln verlieren (Geschenk einer verstorbenen Dame).

### Mr. und Mrs. Annett
Figuren, die nur selten auftauchen. In den Romanen ist Mr. Annett ein junger, seit dem Krieg verwitweter Schulleiter der Schule in Beech Green und Chorleiter. Er heiratet eine Lehrerin von Miss Reads Schule, die ihr zugleich eine gute Freundin geworden ist: Miss Isobel Gray. Miss Read wird Patin des ersten Kindes, Malcolm Annett.

### Miss Jackson
Nach dem Weggang von Mrs. Annett ist sie die neue Lehrkraft für die Kleinen. Sie ist eine sehr junge Frau, frisch aus der vermeintlich modernen Ausbildung und kreuzt mit Miss Read wegen verschiedener Betrachtungsweisen und Schulmethoden oft die Klingen. Mangels Unterkunft im Dorf wohnt sie in Miss Reads Gästezimmer. Sehr zu deren Bedauern, sie zieht aber nach kurzer Zeit  zu Miss Clare, was die Situation wieder entspannt.

### Mr. und Mrs. Mawne
Bewohner des Dorfes. Er ist begeisterter Ornithologe. Seine Frau ist des Öfteren abwesend, was ebenfalls immer wieder zu Verwicklungen führt. In „Dorftagebuch“ dichten die Dorfbewohner Miss Read eine kleine Liaison mit Mr. Mawne an, da er zuerst allein in ein Haus einzieht.

### Mr. und Mrs. Roberts
Landwirtsehepaar, dessen Hof und die Felder direkt an den Schulhof grenzen. Der Bauernhof verfügt über ein Telefon, was in Notfällen schon oft sehr hilfreich war. Mr. Roberts ist ein großer, gutmütiger Mann mit Händen wie Schaufeln. Er und seine Frau stellen in jedem Winter ihren zugefrorenen Teich zum allgemeinen Schlittschuhlaufen zur Verfügung. Mrs. Roberts serviert währenddessen Tee, Kuchen und Würstchen. Mr. Roberts ist Mitglied des Schulausschusses.

### Dr. Martin
Dorfarzt von Fairacre. Er kennt alle Familien und deren Verhältnisse. Er liebt Rosen über alles und schreckt auch nicht davor zurück, sich in den Gärten seiner Patienten zu bedienen, um das Knopfloch seines Jacketts zu schmücken.

### Mr. Lamb
Posthalter von Fairacre. Bei ihm kann man Aushänge und Gesuche an die Fensterscheiben kleben und allerhand Neues erfahren. Er ist der Bruder von Mrs. Willet. Sein Sohn stirbt mit 17 Jahren bei einem Verkehrsunfall.

### Mr. Rogers
Dorfschmied von Fairacre. Wenn der Ofen der Schule nicht mehr zieht, oder andere Dinge aus Metall einer Wartung oder Reparatur bedürfen, ist Mr. Rogers der Mann der Tat. Er ist auch für die Dauerreparatur des (seit Dekaden) undichten Oberlichtes über dem Lehrerpult zuständig.

### Die Familie Coggs
Ebenfalls Bewohner von Fairacre. Mr. Arthur Coggs ist ein Gauner und Dieb, der nur unregelmäßig auf Baustellen arbeitet und des Öfteren seine Zeit im Gefängnis und in der Kneipe zubringt. Joseph Coggs, sein Sohn, ist der Lieblingsschüler von Miss Read, seine beiden jüngeren Zwillingsschwestern sind ebenso Schülerinnen der Dorfschule. Mrs. Coggs arbeitet manchmal als Putzfrau im Pub „Beetle & Wedge“. Die Familie lebt mit fünf Kindern in der Tyler’s Row, einem heruntergekommenen Straßenzug bestehend aus vier miteinander verbundenen Cottages.